# Schwere SS-Panzer-Abteilung 102
De Schwere SS-Panzer-Abteilung 102 / Schwere SS-Panzer-Abteilung 502 was een van de gepantserde elite-eenheden in de Waffen-SS. De Abteilung was bedoeld als korpstroepen voor het II SS Pantserkorps. In oktober 1944 werd de eenheid hernoemd van Schwere SS-Panzer-Abteilung 102 naar Schwere SS-Panzer-Abteilung 502.

## Formatie

### Voorganger
Op 19 juli 1943 werd op Oefenterrein Sennelager een Tigerbataljon opgericht, dat oorspronkelijk bedoeld was als korpstroepen voor het I SS Pantserkorps Leibstandarte. Dezelfde maand nog ging deze eenheid op transport naar het oosten, naar het gebied rond Charkov voor training in het achterland. Maar de volgende maand werd de eenheid al toegevoegd aan de 2. SS-Panzer-Division Das Reich. In oktober 1943 werd de eenheid terug verplaatst naar Augustdorf en daar herbouwd.

### Schwere SS-Panzer-Abteilung 102
Op 22 oktober 1943 kreeg de Abteilung zijn nieuwe naam (alle Waffen-SS eenheden kregen op die dag een nummer). De Abteilung was nu voorzien als korpstroepen voor het II SS Pantserkorps. In januari 1944 volgde treintransport naar Argentan in Frankrijk. In maart volgde dan transport naar Oefenterrein Wezep in Nederland. Daar werden dan op 14 april de resten van de in Rusland grotendeels verslagen 8e compagnie van SS-Panzerregiment 2 ingevoegd. Tevens werden van 21 april tot 29 mei 1944 werden in totaal 45 Tiger I tanks geleverd.
Op 11 juni 1944 volgt transport naar Normandië, waar net de geallieerden geland waren. De trein- en wegmars duurde tot 6 juli 1944. Van 9 juli tot 1 augustus 1944 stond de Abteilung onder bevel van de 10. SS-Panzer-Division Frundsberg en vanaf 2 augustus onder de 9. SS-Panzer-Division Hohenstaufen. Het grootste deel van deze tijd kwam de Abteilung in actie ten zuidwesten van Caen. In augustus raakte het korps in de Zak van Falaise omsingeld en kon alleen met zware verliezen ontsnappen. Slechts enkele tanks ontsnapten, maar de meesten kwamen tijdens de terugtocht niet over de Seine en moesten opgeblazen worden. Slechts een Tiger haalde het en deze kwam uiteindelijk tot Genval, vlak voor Brussel en moest daar achtergelaten worden. Tegen 9 september was de Abteilung terug in Sennelager en werd daar herbouwd.

### Schwere SS-Panzer-Abteilung 502
Op 9 september 1944 werd de eenheid hernoemd tot het Schwere SS-Panzer-Abteilung 502. De Abteilung werd deel werd van de Sondertruppen RFSS. Later werd de eenheid verplaatst naar Paderborn. Tussen 14 februari en 6 maart 1945 werden ten slotte 31 Tiger II’s geleverd. Tussen begin en 11 maart 1945 werd de Abteilung naar Stettin verplaatst. De daaropvolgende week volgde transport naar Dolgelin voor een ontzettingspoging richting Küstrin). Deze vond plaats van 23 tot 27 maart 1945, maar was niet succesvol. Daarna ging de Abteilung in reserve zuidelijk van Seelow. Toen op 16 april 1945 de Sovjets hun laatste grote offensief richting Berlijn inzetten, werd de Abteilung meteen in verdedigende gevechten gezogen. Tegen 24 april was de Abteilung, tezamen met de rest van het 9e Leger, in de Kessel van Halbe omsingeld. Tegen deze tijd was nog slechts een dozijn Tigers in actie, daar de meesten wegens brandstofgebrek opgeblazen moesten worden. Tussen 27 april en 1 mei 1945 waren de resterende Tigers van de Abteilung zeer belangrijk bij de uitbraak uit de Kessel. Een voor een werden ze echter uitgeschakeld of achtergelaten en bij de laatste stoot ging ook de laatste verloren. Maar de uitbraak was een feit. In de daaropvolgende dagen trokken de overlevenden van de Abteilung naar de Elbe.

### Einde
Op 6/7 mei 1945 gaf het restant van het personeel van de Schwere SS-Panzer-Abteilung 502 zich bij de Elbe over aan Amerikaanse troepen. 

## Data
De Schwere SS-Panzer-Abteilung 102/502 verloor in haar bestaan 76 eigen tanks en vernietigde meer dan 600 geallieerde tanks. Van die 76 gingen 50% verloren in de strijd, 38% door zelfvernietiging en 12% door andere oorzaken.

## Succesvolle tankcommandanten
- SS-Untersturmführer Martin Schroif (wordt meestal toegeschreven met de vernietiging van 161 tanks, maar het exacte aantal is onbekend)
- SS-Oberscharführer Paul Egger (wordt meestal toegeschreven met de vernietiging van 113 tanks, maar het exacte aantal is onbekend)
- SS-Hauptsturmführer Alois Kalss (wordt meestal toegeschreven met de vernietiging van meer dan 42 tanks, maar het exacte aantal is onbekend)

## Gedecoreerde van het Ridderkruis van het IJzeren Kruis
- SS-Sturmbannführer Kurt Hartrampf
- SS-Oberscharführer Paul Egger

## Commandanten
| Rang                                                         | Naam            | Begin            | Eind             |
| ------------------------------------------------------------ | --------------- | ---------------- | ---------------- |
| SS-Sturmbannführer                                           | Anton Laackmann | januari 1944     | maart 1944       |
| SS-Sturmbannführer vanaf 21 juni 1944 SS-Obersturmbannführer | Hans Weiss      | 20 maart 1944    | 18 augustus 1944 |
| SS-Sturmbannführer                                           | Kurt Hartrampf  | 20 augustus 1944 | 6/7mei 1945      |

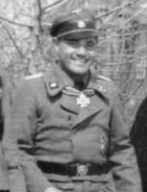
SS-Sturmbannführer Hans Weiss (in april 1943)

SS-Obersturmbannführer Weiss raakte zwaargewond op 18 augustus en werd de volgende dag gevangengenomen bij Trun door Britse troepen.